# Runowo koło Wągrowca
Runowo koło Wągrowca – stacja kolejowa w Runowie na linii kolejowej nr 206, w województwie wielkopolskim.